# Fontevraud-l'Abbaye
Fontevraud-l'Abbaye este o comună în departamentul Maine-et-Loire, Franța. În 2009 avea o populație de 1,530 de locuitori.
Abația Fontevraud a fost secularizată și transformată în închisoare în contextul Revoluției Franceze. A funcționat ca atare până în anul 1963.